# Europa (měsíc)
Europa (též Jupiter II) je měsíc planety Jupiter, druhý nejbližší a současně nejmenší z Galileovských měsíců. Při zahrnutí malých měsíců je v pořadí od planety šestý. Objevili ji už v 17. století Galileo Galilei a nezávisle na něm i jeho současník Simon Marius. Byla pojmenována podle Európy, jedné z milenek boha Dia, dcery vládce Týru, právě na základě Mariova návrhu.
Europa má 3100 km v průměru, takže je jen o něco málo menší než pozemský Měsíc, a současně je šestým největším měsícem ve sluneční soustavě. Předpokládá se, že plášť Europy je tvořen převážně z křemičitanů, které obklopují železné jádro. Okolo Europy se vyskytuje slabá atmosféra tvořená převážně z kyslíku, pod ní se nachází ledová krusta tvořící pevný a hladký povrch. Povrch Europy je jen řídce poset impaktními krátery, což naznačuje, že je velice mladý. Led je místy porušen a protkán systémy prasklin a trhlin. Malé množství kráterů, hladký povrch a praskliny vedly vědce k hypotéze, že se pod ledovým povrchem nachází oceán kapalné vody, který by teoreticky mohl poskytovat útočiště jednoduchému mimozemskému životu. Podobně, jako v případě Io i Europa je vystavována silným slapovým jevům vlivem gravitačního působení Jupiteru, které by mohly teoreticky udržovat oceán tekutý a umožňovat dynamickou geologickou aktivitu.
Okolo Europy proletělo několik sond, které podrobněji zkoumaly vlastnosti měsíce. Nejčerstvější data pocházejí od americké sondy Galileo. Dříve měsíc zkoumala i dvojice sond Voyager 1 a Voyager 2. Na rok 2020 se plánuje vyslat k Europě další sondu Europa Jupiter System Mission (EJSM), která by se měla pokusit poodhalit existenci oceánu pod ledovým příkrovem.

## Fyzikální charakteristiky

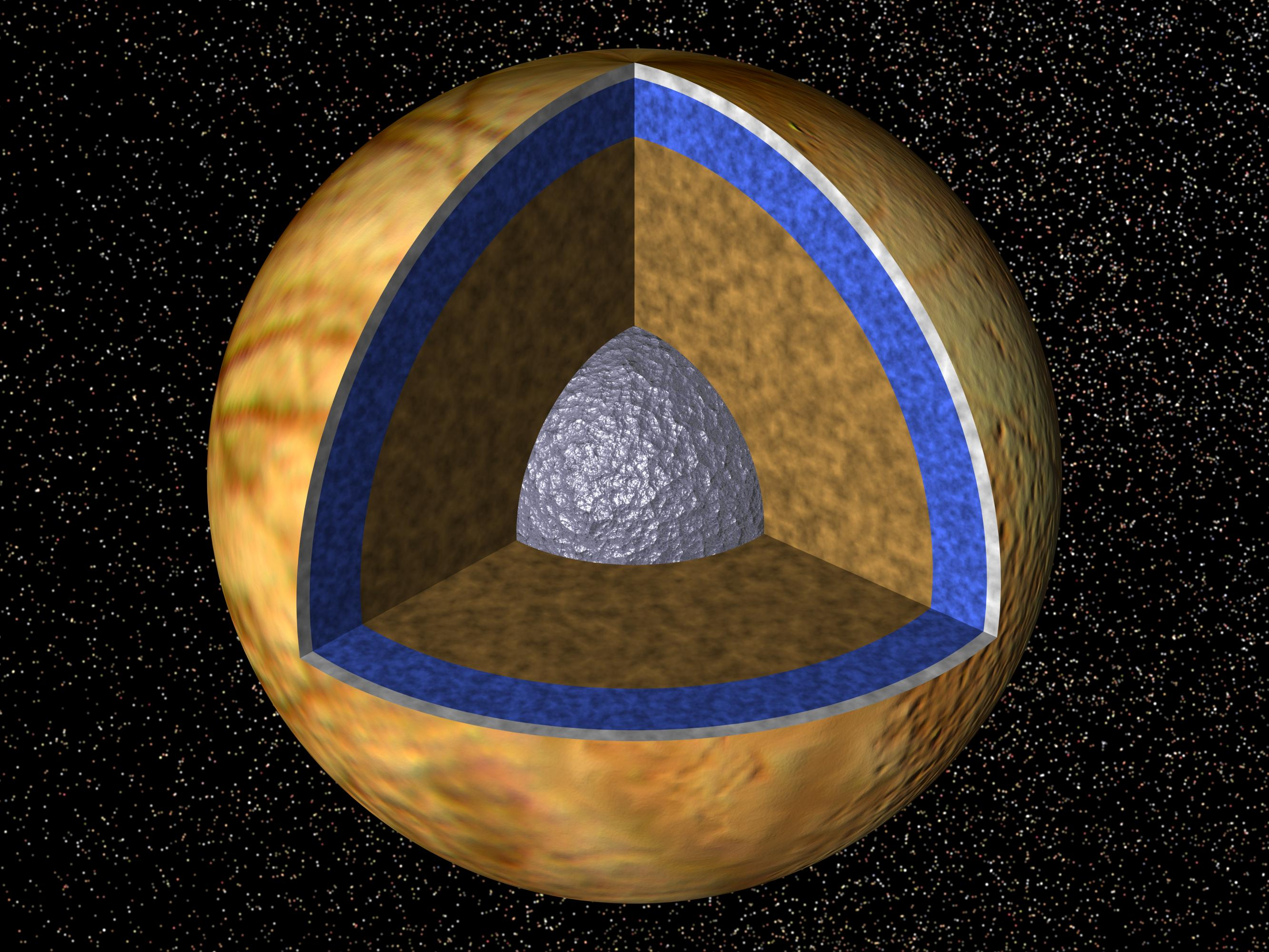
Ilustrace vnitřní stavby Europy. Uprostřed malé železné jádro ve správné velikosti (šedá barva), okolo horninový plášť (hnědý), dále oceán kapalné vody (modrý) a ledová krusta silná několik kilometrů.

### Vnitřní stavba
Europa je vnitřním složením nejspíše podobná velkým terestrickým planetám, hlavní minerální zastoupení v horninách pak připadá na silikáty. Okolo silikátové kůry a pláště se nachází nejspíše obrovský oceán tekuté vody mocný přibližně 100 km obepínající celé těleso. Na povrchu se nachází vrstva zmrzlé vody v podobě vodního ledu vystaveného interakcí s okolním kosmickým prostředím. Nedávné měření sondy Galileo ukázalo, že Europa má stálé indukované magnetické pole, které vzniká interakcí s Jupiterovým magnetickým polem a současně napovídá, že se na Europě musí vyskytovat podpovrchová vodivá vrstva. Tato vrstva je pravděpodobně tvořená slanou vodou v oceánu. Předpokládá se, že krusta se otočila o 80°, téměř se převrátila, což by bylo nepravděpodobné, pokud by led byl pevně spojen s pláštěm. Europa má pravděpodobně kovové jádro tvořené nejspíše železem a niklem.

### Povrchové útvary

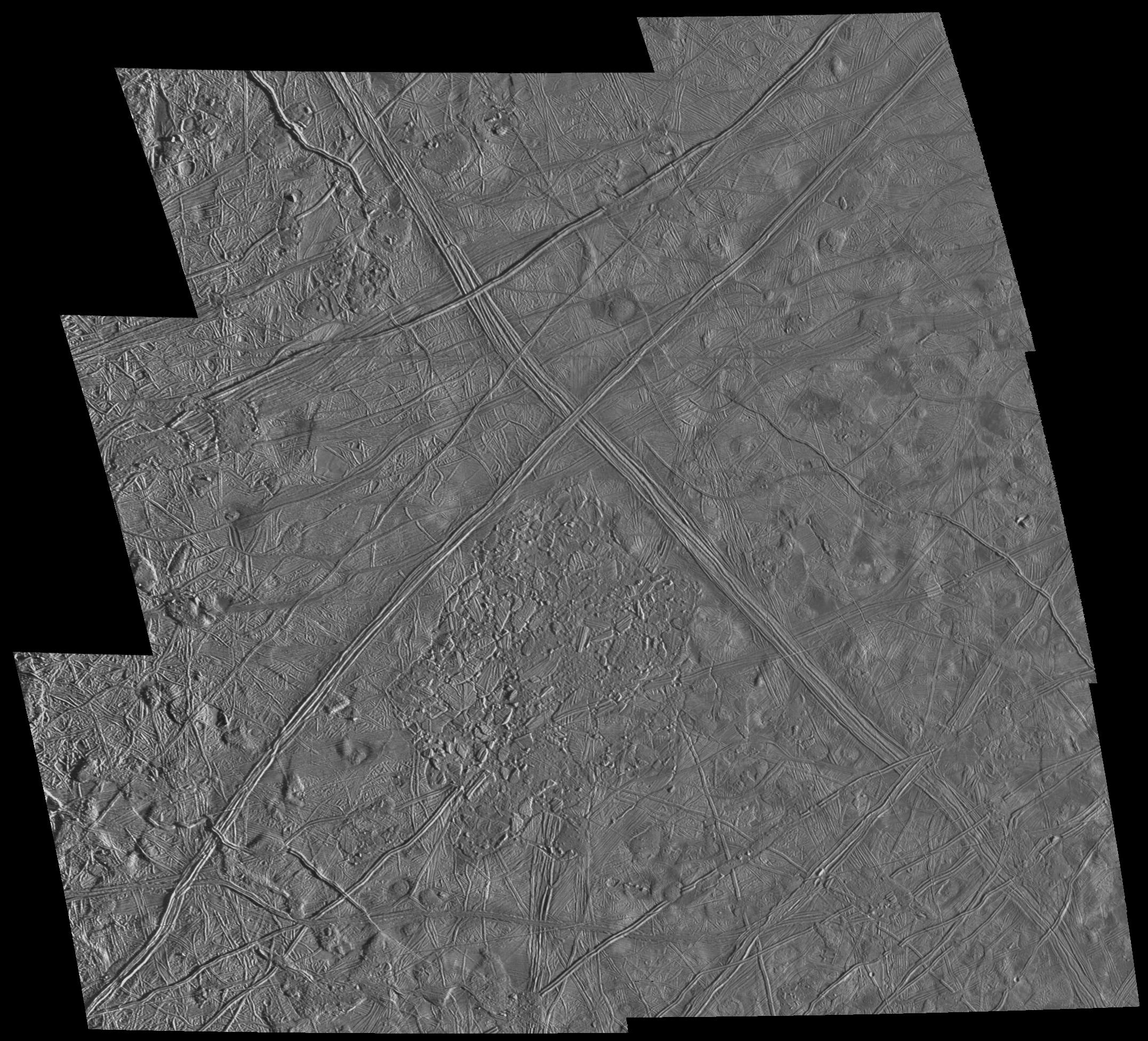
Mosaika snímků sondy Galileo ukazuje útvary naznačující vnitřní aktivitě měsíce: lineae, domes, pits and Conamara Chaos.

Europa patří mezi tělesa s nejhladším povrchem ve sluneční soustavě. Nejviditelnější křížem krážem procházející linie jsou nejspíše albedové útvary, které zdůrazňují nízkou topografii povrchu. Na povrchu měsíce se nachází jen velice malé množství impaktních kráterů, jelikož povrch je nejspíše tektonicky aktivní a tedy relativně mladý. Ledová kůra na povrchu měsíce současně způsobuje jedno z největších albed dosahující hodnoty 0,64 – jedné z nejvyšších mezi všemi měsíci ve sluneční soustavě. Na základě četnosti impaktních kráterů na povrchu vzniklých bombardováním kometami se zdá, že celý povrch je velice mladý a aktivní. Odhaduje se, že věk povrchu měsíce je pouze 20 až 180 miliónů let. V současné době neexistuje konsenzus mezi vědeckou obcí u celé řady povrchových útvarů a vlastností povrchu, často jsou vysvětlovány zcela protichůdnými teoriemi.

#### Lineární praskliny

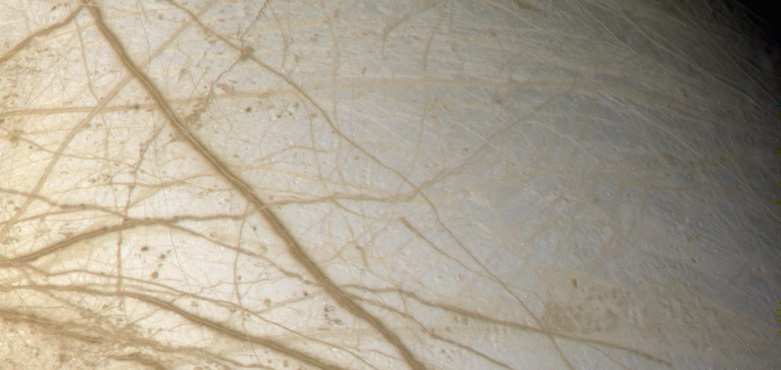
Snímek povrchu přibližně v pravých barvách ze sondy Galileo, ukazuje lineae

Nejviditelnější povrchové útvary na Europě jsou série tmavších prasklin, které křižují nahodile a ve všech směrech povrch měsíce. Bližší pozorování ukázalo, že na obou stranách těchto prasklin mohou být útvary, které dříve byly spolu spojené a které se oddělily vlivem posunu části ledu směrem od sebe. Praskliny mohou být tisíce kilometrů dlouhé a desítky kilometrů široké.
Nejpřijímanější teorie naznačuje, že trhliny vznikly pravděpodobně popraskáním ledové kůry v důsledku série erupcí teplejšího ledu směrem k povrchu, který pak oslabil povrchový led a umožnil vznik prasklin. Jednalo by se o proces, který by se velmi podobal vzniku a existence středooceánských hřbetů na Zemi. Vzhledem k tomu, že Europa má k Jupiteru vázanou rotaci a tedy má přivrácenou k planetě stále stejnou stranu, musely by mít praskliny pravidelnou strukturu v určitých snadno předvídatelných směrech. Nicméně pouze nejmladší praskliny mají tuto orientaci, starší praskliny jsou nahodile orientované, což vede k závěru, že se povrch měsíce pohybuje jinou rychlostí než vnitřek. Rozdílné rychlosti jednotlivých částí by nebyly možné, kdyby byl led pevně uchycen k podloží, což podporuje existenci kapalné vrstvy mezi ledem a horninou umožňující rozdílně rychlý pohyb. Srovnání fotografií ze sond Voyager a Galileo umožnilo určit horní hranici tohoto hypotetického skluzu, která byla určena na 12 tisíc let, kdy by mělo dojít k celkovému skluzu ledového krunýře vůči horninovému povrchu.

#### Další geologické útvary

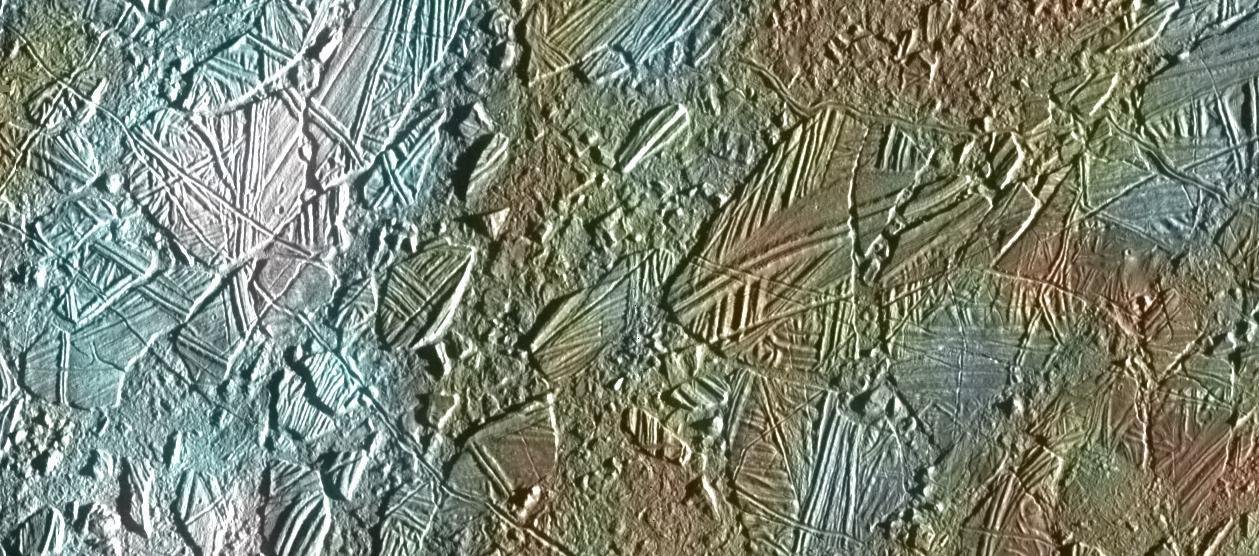
Velké povrchové praskliny v oblasti Conamara Chaos na ledových krách o velikosti přibližně 10 km. Bílé oblasti jsou paprsky vzniklé ejektou uvolněnou při vzniku kráteru Pwyll.

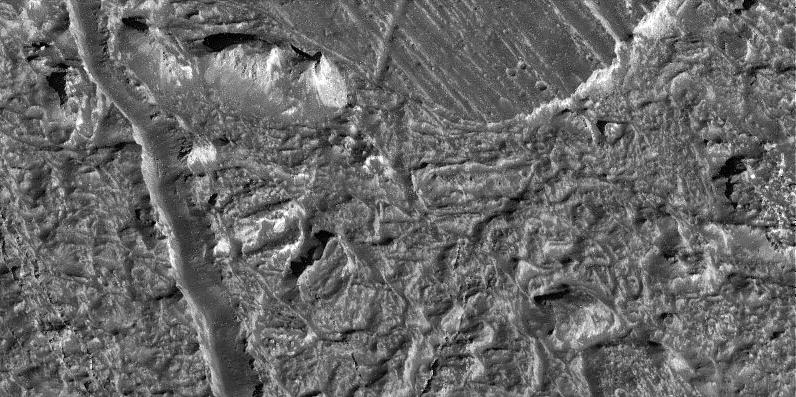
Strmý 250 metrů vysoký útes a okolní hladké planiny v oblasti Conamara Chaos

Další útvary přítomné na povrchu Europy jsou kruhové či eliptické skvrny tzv. lentikuly, které mohou mít různé tvary od dómů, přes kruhové deprese až po hladké tmavé skvrny. Jiné mohou mít neuspořádanou či hrubou nerovnoměrnou texturu. Některé dómy vypadají jako oblasti starších planin, které byly vytlačeny nahoru silou působící zespoda.
Jedna hypotéza předpokládá, že lentikuly vznikly jako diapiry teplejšího ledu, který stoupal k povrchu skrze studený led podobně jako magmatický krb v pozemské kůře. Hladké temné skvrny mohly vzniknout jako reakce na tento teplejší led, který roztavil okolní studený led a zanechal bazén teplejší vody. Neuspořádané lentikuly by pak mohly být tvořeny znovu zmrzlou vodou a velkým množstvím malých fragmentu ledových ker, podobně jako je tomu u zamrzlého moře s ledovými krami na Zemi.
Alternativní vysvětlení říká, že lentikuly jsou vlastně malé oblasti nahodilého chaotického terénu a že deprese, skvrny a dómy jsou výsledkem nízkého rozlišení snímků ze sondy Galileo a že se nejedná o žádné přírodní útvary. Argumentuje se, že led není dostatečně tlustý na to, aby umožnil vznik konvektivního přenosu tepla diapirem.

### Podpovrchový oceán
Velká část planetologů věří, že se pod ledovým krunýřem Europy nachází oceán kapalné vody, který je zahříván a udržován tekutý za pomoci slapových jevů. Teplo uvolňované radioaktivním rozpadem, které je téměř stejné jako na Zemi (na kilogram horniny), nedokáže dodávat dostatečné množství tepla pro udržení kapalného oceánu, jelikož průměr měsíce je mnohem menší než například u Země a těleso je tak na generování potřebného množství tepla příliš malé. Teploty na povrchu Europy jsou mezi -160 °C v oblasti rovníku a v oblasti pólů klesají pouze na -220 °C, což udržuje led silně podchlazený a velice tvrdý (přibližně o tvrdosti žuly). První náznaky tekutého podpovrchového oceánu pocházejí z teoretických úvah o teple vznikajícím slapovým působením (důsledek mírně excentrické oběžné dráhy Europy a Laplaceovy resonance s ostatními Galileovými měsíci). Tým vyhodnocující snímky ze sondy Galileo podporuje myšlenku existence kapalného oceánu a snaží se jí doložit analýzou snímků povrchu sond Voyager a Galileo.
Nejvíce průkazné jsou snímky chaotického terénu, častých útvarů na povrchu Europy, které jsou některými vědci vyhodnocovány jako oblasti, kde se podpovrchový oceán protavil na povrch měsíce skrze ledovou krustu. Tato interpretace ale vzbuzuje mezi vědeckými kruhy velkou kontroverzi. Část geologů studující Europu tuto hypotézu zatracuje, namítají, že ledový obal není silný jen několik kilometrů, ale že dosahuje mnohem větší hloubky, či případně na neexistenci oceánu. Rozdílné modely pak dávají hodnoty ledového obalu mezi několika kilometry až po desítky kilometrů.

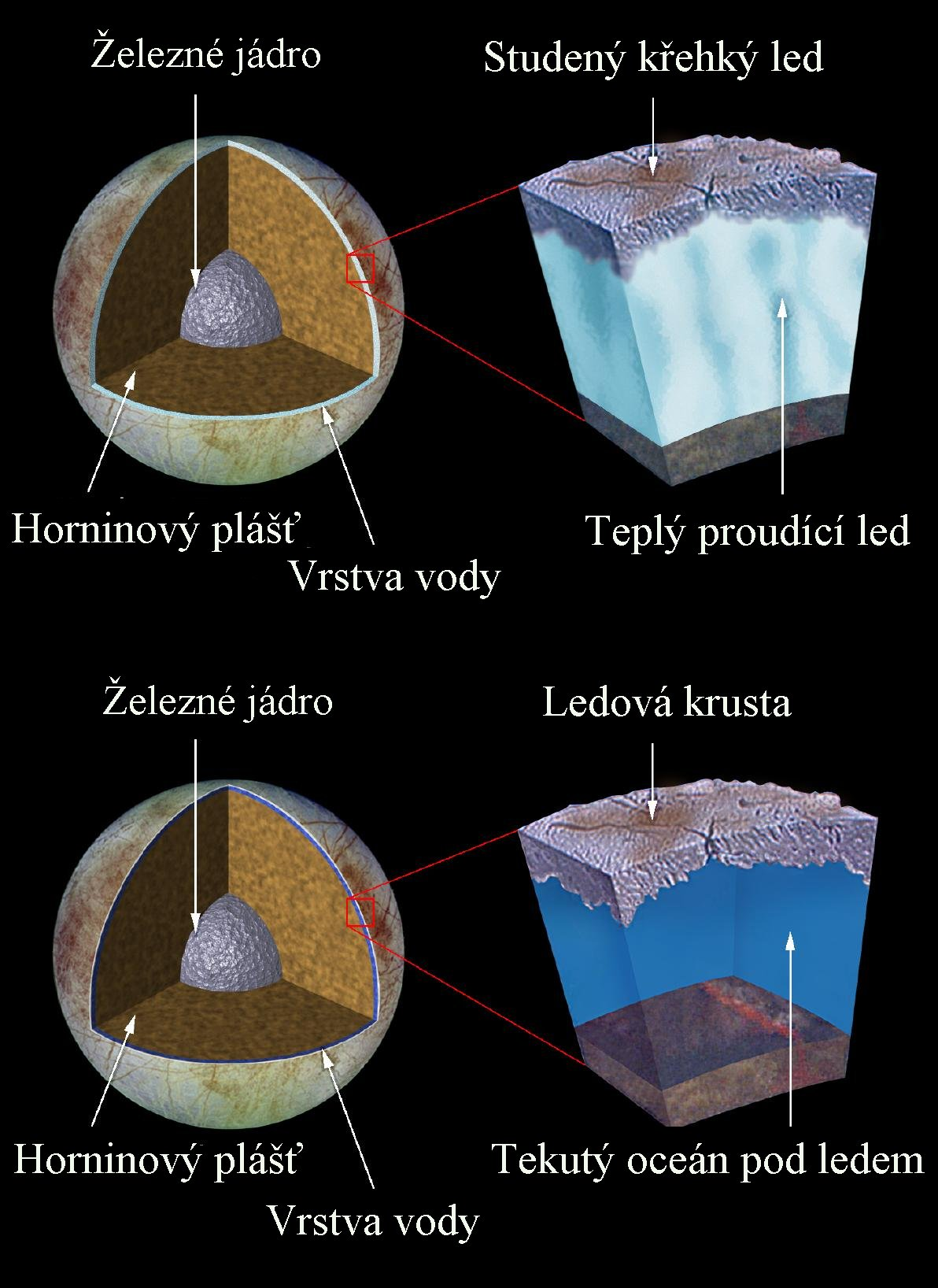
Dva možné modely Europy

Nejvhodnější místa pro zkoumání tloušťky ledu na povrchu Europy jsou velké impaktní krátery. Ty největší jsou obklopeny kruhovými koncentrickými kruhy a zdá se, že jsou vyplněny relativně hladkým čerstvým ledem. V závislosti na těchto pozorováních a výpočtech množství tepla generovaného slapovými jevy se odhaduje, že vnější kůra pevného ledu může být 10 až 30 km mocná včetně vrstvy teplejšího ledu, což by znamenalo, že oceán tekuté vody by byl pak hluboký okolo 100 km. Na základě těchto závěrů byly učiněny pokusy odhadnout celkové množství vody v oceánu, který by měl obsahovat 3×1018 m3, což je přibližně 2krát více než je množství vody ve světovém oceánu na Zemi.
Existuje i další model, který naznačuje, že ledová pokrývka na měsíci může být jen několik kilometrů tlustá. Nicméně, většina planetologů soudí, že tento model zahrnuje pouze nejvyšší vrstvy kůry Europy, která se chová pružně, když je ovlivněna slapovými jevy Jupiteru. Příkladem budiž ohybová analýza, u které je rovina nebo koule zatěžována a ohýbána velkým závažím. Modely jako tento podporují, že vnější pružná část ledového příkrovu může být slabá jen 200 m. Pokud je ale krusta skutečně silná jen několik kilometrů, existuje reálná šance, že povrch měsíce je v interakci s oceánem skrze zlomy a praskliny v ledovém obalu, čímž by mohlo docházet ke vzniku chaotického terénu při průvalu vody na povrch.
Na konci roku 2008 se objevila myšlenka, že Jupiter může udržovat oceány Europy teplé vytvářením velkých planetárních slapových vln na měsíc v důsledku malého, ale nenulového sklonu její rotační osy. Tyto původně neuvažované slapové síly, nazývané Rossbyho vlny, se šíří poměrně pomalu, pouze několik kilometrů za den, ale mohou mít velkou kinetickou energii. V případě sklonu rotační osy 0,1° by mohly uchovávat až 7,3×1017 J kinetické energie, což je 200krát více než v případě vln vyvolaných dominantními slapovými silami. Tato energie by mohla být nejdůležitějším zdrojem tepla pro oceány na Europě.
Sonda Galileo objevila, že Europa má slabý magnetický moment, který je vyvoláván různými částmi Jupiterova magnetického pole. Síla pole v oblasti magnetického rovníku dosahuje okolo 120 nT, což je přibližně šestina magnetického momentu Ganymédu a šestkrát silnější než u Callista. Existence indukovaného pole vyžaduje vrstvu vysoce elektricky vodivého materiálu ve vnitřní stavbě měsíce. Nejvíce vhodným kandidátem v současnosti se jeví rozsáhlý podpovrchový oceán slané vody. Spektroskopické měření naznačují, že tmavé skvrny a další útvary by mohly být bohaté na soli jako např. síran hořečnatý, který by se ukládal během vypařování vody. Soli kyseliny sírové jsou dalším možným vysvětlením pro spektroskopická pozorování. Jelikož obě zmiňované látky jsou bílé či bezbarvé, musí se v ledu vyskytovat i nějaké další sloučeniny síry, tvořící červené oblasti na povrchu.

#### Složení oceánu
Oceán, který se potenciálně ukrývá pod ledovým krunýřem Europy, může být tvořen vodou obohacenou o kyseliny a peroxid vodíku, které z oceánu mohou vytvořit velice agresivní prostředí pro jakýkoliv případný život. Po vyhodnocení měření odraženého záření od povrchu měsíce provedeného sondou Galileo se zdá, že se na povrchu vyskytuje peroxid vodíku a koncentrované kyseliny. V současnosti není potvrzeno, jestli tyto látky pocházejí z vnitřku tělesa a nebo jestli vznikly interakcí s nabitými částicemi dopadajícími na povrch. V případě vnitřního zdroje by se mohly látky potřebné pro vznik těchto kyselin dostávat do oceánu sopečnou činností probíhající na skalnatém povrchu měsíce. Podvodní sopky by mohly teoreticky vyvrhovat značné množství síry a kyslíku a Europa by se tak velice podobala měsíci Io se svým pevným povrchem. Jiným potenciálním zdrojem by mohly být samotné soli rozpuštěné ve vodě tvořené hlavně z hořčíku a síranu sodného.

### Atmosféra

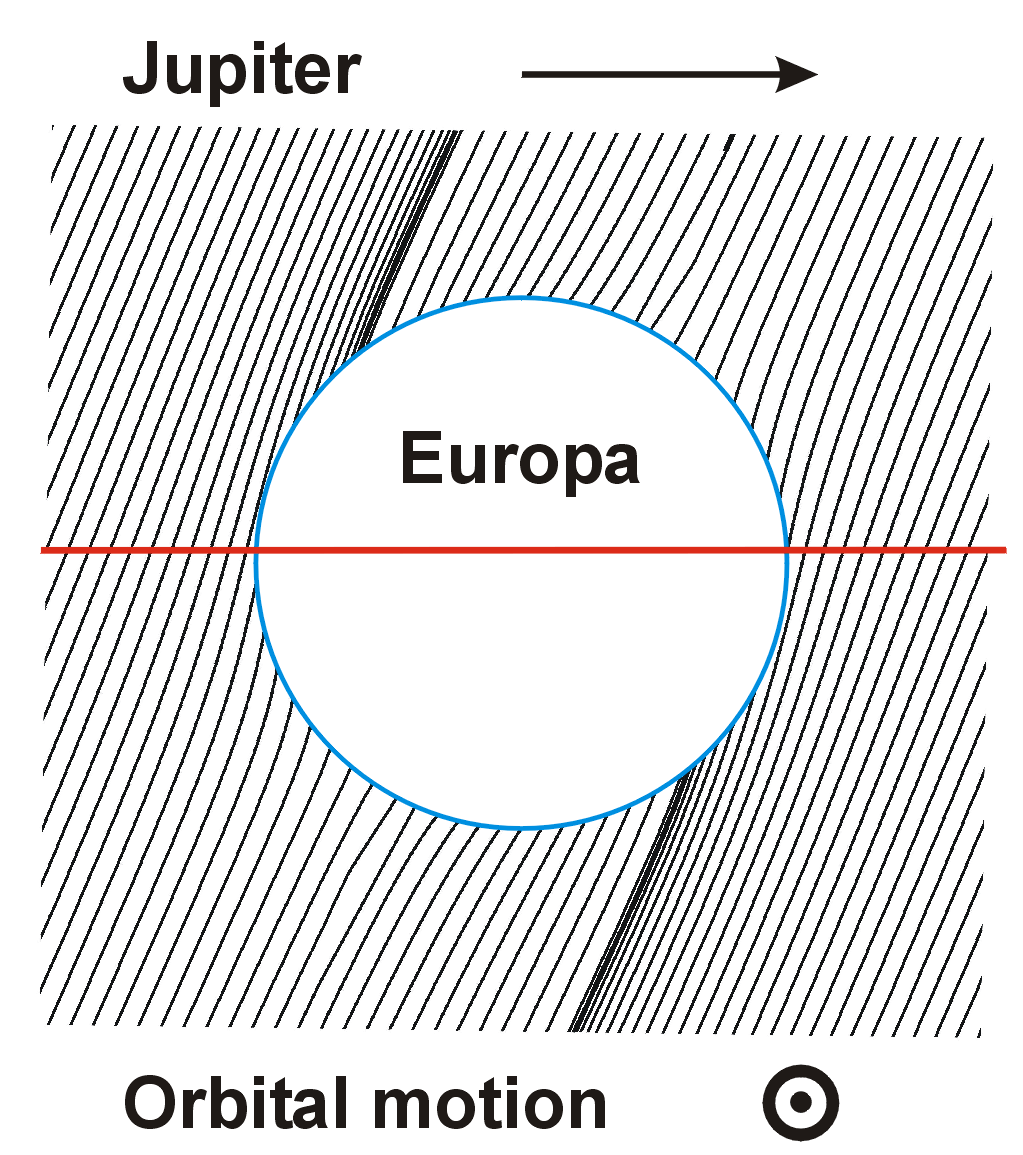
Magnetické pole okolo Europy. Červené linie ukazují trajektorii sondy Galileo v průběhu standardních obletů (E4 nebo E14).

Pozorováním pomoci Goddard High Resolution Spectrograph na palubě Hubbleova vesmírného teleskopu přineslo již v roce 1995 poznatky, že měsíc má slabou atmosféru, která je tvořená hlavně z molekul kyslíku (O2). Atmosférický tlak na povrchu Europy je okolo 0,1 μPa. V roce 1997 sonda Galileo potvrdila přítomnost slabé ionosféry okolo Europy, která vzniká interakcí slunečních částic a energetických částic z Jupiterovy magnetosféry, což opět dokázalo existenci atmosféry měsíce.
Oproti kyslíku v atmosféře Země, kyslík na Europě není biologického původu. Atmosféra při povrchu tělesa vzniká radiolýzou, což je rozkladný proces molekul vyvolaný vlivem radiace, která na povrch měsíce dopadá. Sluneční ultrafialové záření a nabité částice (ionty a elektrony) z Jupiterovy magnetosféry kolidují s ledovým povrchem Europy, což vede k rozštěpení molekuly vody na kyslík a vodík, jenž následně unikají vlivem dalšího působení radiace do řídké atmosféry měsíce. Molekulární kyslík je nejčetnější složkou atmosféry, jelikož uvolněný molekulární kyslík se jen pomalu z atmosféry dostává pryč. Když se po zvíření opět vrátí k povrchu, na rozdíl od vody či peroxidu vodíku nezmrzne, ale od povrchu se odrazí a pokračuje v pohybu v atmosféře po další balistické křivce. Oproti tomu molekulární vodík se nikdy k povrchu nevrátí, jelikož je dostatečně lehký na to, aby mohl utéci z gravitačního působení Europy do okolního kosmu.
Pozorování povrchu ukázalo, že ne všechen kyslík vzniklý radiolýzou je z povrchu vystřelen do atmosféry. Některé molekuly se mohou dostat desorpcí do pravděpodobného podpovrchového oceánu tektonickými pochody, kde by se mohly následně podílet na teoretických biologických procesech uvnitř oceánu. Jedna studie naznačuje, že v závislosti na rychlosti obměny povrchu měsíce a maximálního stáří okolo 0,5 miliardy let, subdukce radiolýzou uvolněného kyslíku může zvyšovat obsah volného kyslíku v oceánu až na hodnoty, které se dají srovnat s hodnotami v pozemských oceánech ve velkých hloubkách.
Molekulární vodík uniklý z gravitační studně Europy společně s atomárním a molekulárním kyslíkem vytváří torus plynu v blízkosti oběžné dráhy Europy okolo Jupiteru. Oblak neutrálně nabitých částic se podařilo detekovat jak sondou Cassini tak i sondou Galileo. Z měření vyplynulo, že torus Europy má více částic (atomů a molekul) než torus, který obklopuje vulkanický měsíc Io. Modely předpovídají, že téměř každý atom nebo molekula v torusu Europy je nakonec ionizována, což tvoří významný zdroj plazmatu v magnetosféře Jupiteru.
Měření teploty povrchu naznačují, že Europa vykazuje podobně jako jiná tělesa sluneční soustavy, změnu teplot s rostoucí zeměpisnou šířkou. V oblasti rovníku dosahují teploty okolo -160 °C, v oblastech pólů klesají až na -220 °C.

## Oběžná dráha

Animace ukazuje Laplacovu rezonanci měsíce Io s Europou a Ganymedem

Europa obíhá okolo Jupiteru ve vzdálenosti 670 900 km. Jedná se o druhý nejvnitřnější z Galileových měsíců Jupiteru, jeho oběžná dráha leží mezi drahami měsíce Io a Ganymed. Včetně malých (známých) měsíců je Europa šestým měsícem v pořadí od Jupiteru. Její rotace kolem Jupiteru je v oběžné rezonanci v poměru 2:1 s měsícem Io a 1:2 s Ganymedem, což znamená, že stihne vykonat dva oběhy kolem planety, než Ganymed jednou oběhne Jupiter. Vzájemná rezonance pomáhá udržet sklon oběžné osy, který je 0,009, a současně pomáhá generovat vnitřní teplo potřebné pro možnou sopečnou činnost měsíce.

### Rotace
Oběh Europě trvá 3,551181 dne při průměrné rychlosti 13,740 km/s. Podobně jako ostatní Galileovy měsíce či pozemský Měsíc obíhá i Europa vzhledem k planetě stále stejnou stranou a Europa má vázanou rotaci.

## Možný život

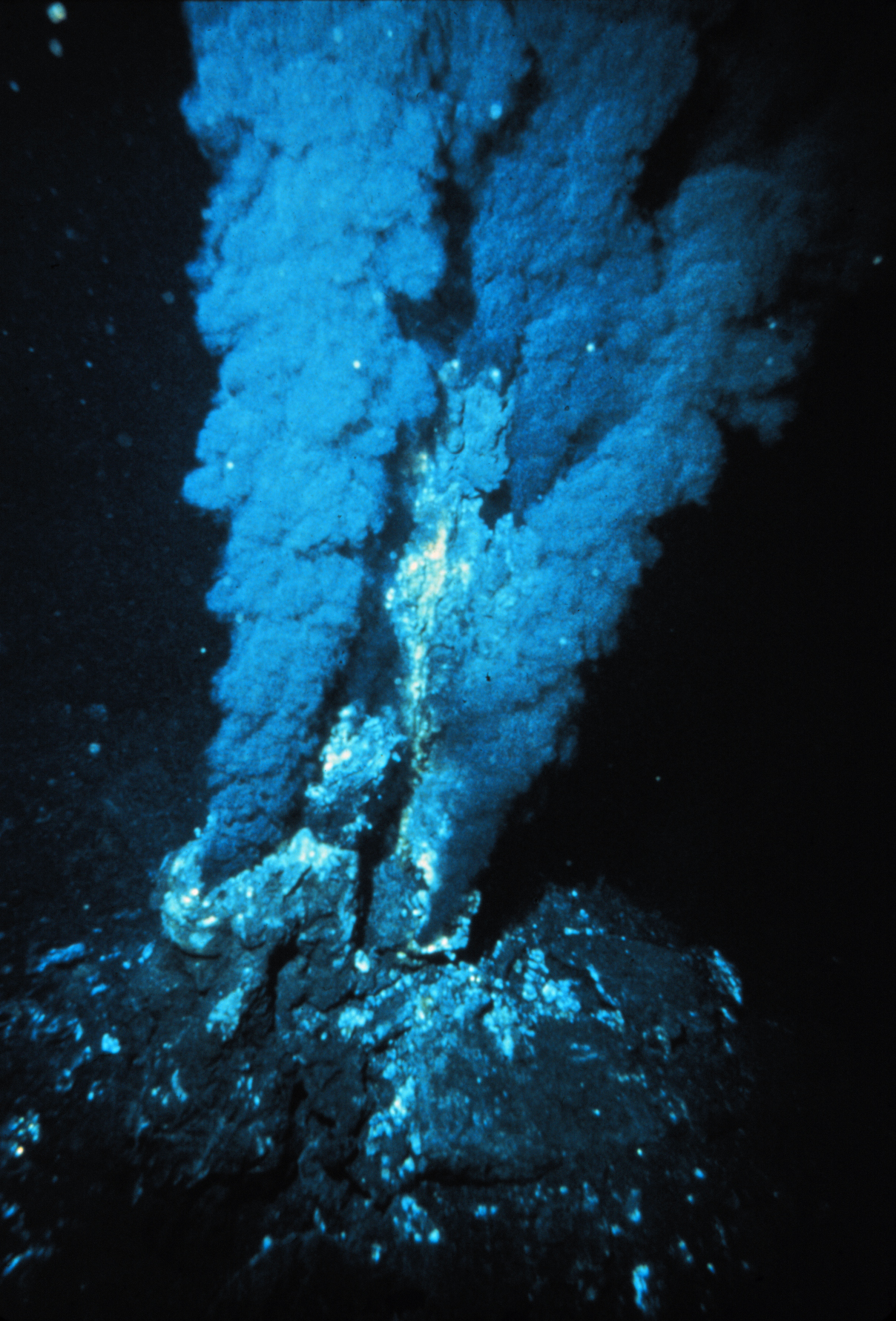
Černý kuřák na dně Atlantského oceánu. Místo, kde dochází k úniku geotermální energie do oceánu by mohla sloužit jako místo výskytu primitivního mimozemského života

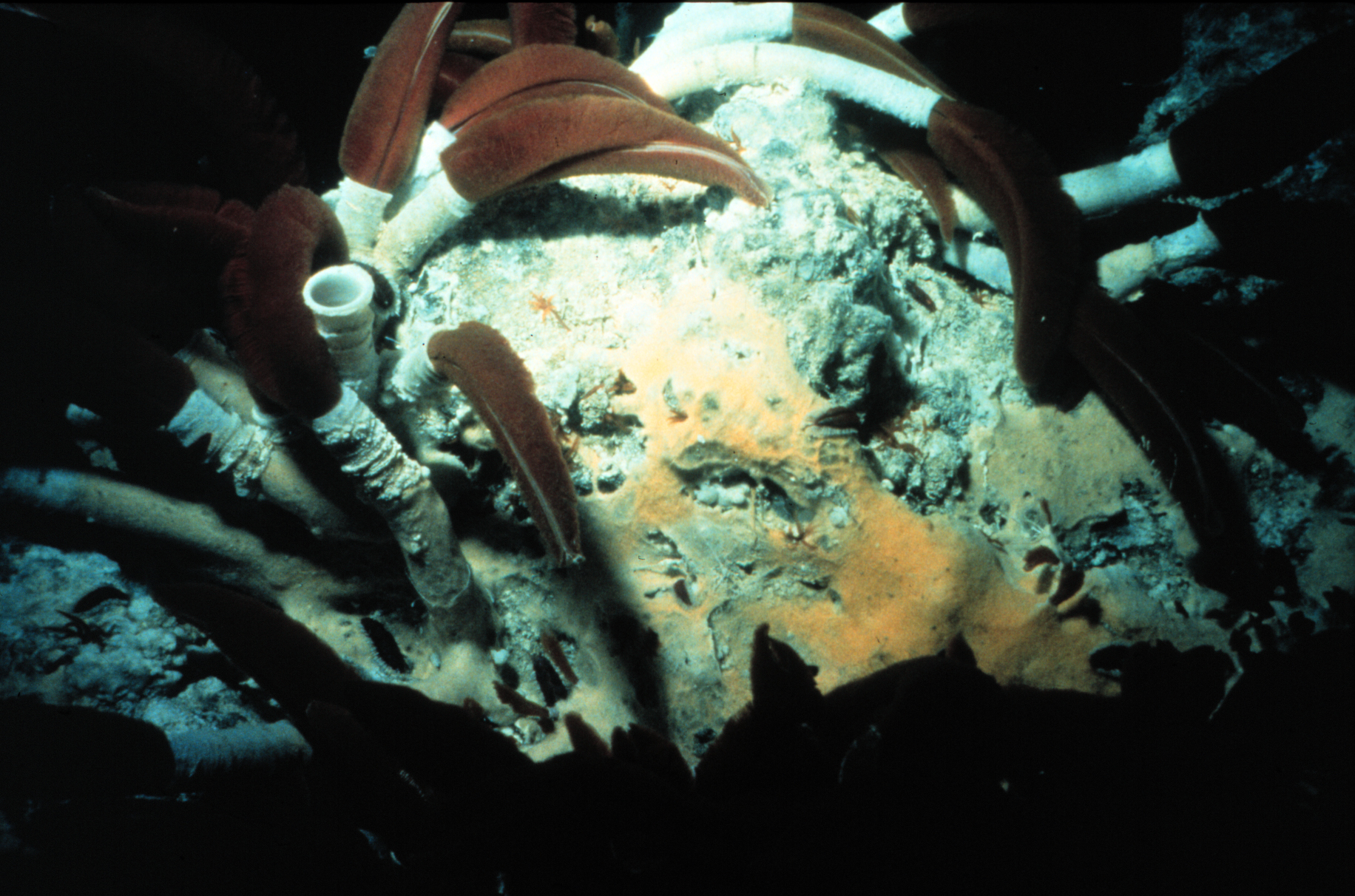
Tyto kolonie riftií (Riftia) žijí na dně zemského oceánu poblíž černých kuřáků. I když tyto organismy kyslík k životu potřebují, často se v jejich okolí vyskytují i anaerobní bakterie

Vnitřní oblasti Europy jsou v současnosti považovány za nejžhavějšího kandidáta na objevení mimozemského života ve sluneční soustavě. Život by mohl existovat v případném oceánu pod ledovou krustou, kde by se mohl vyvinout a adaptovat na podmínky bez slunečního světla podobně jako některé organismy na dně oceánů na Zemi v oblasti černých kuřáků či jezera Vostok. Dosud sice neexistují žádné důkazy, že se na Europě vyskytuje život, nicméně předpokládaný výskyt vody na tomto měsíci je silným argumentem, aby na Europu byla vyslána sonda.
Až do 70. let 20. století se věřilo, že život musí být závislý na zdroji energie ze Slunce. Rostliny na povrchu Země zachytávají energii ze Slunce a za pomoci fotosyntézy jí přeměňují na cukry z oxidu uhličitého a vody uvolňujíce přitom kyslík jako odpadní produkt. Tento proces následně umožnil vznik a vývoj dalších organismů, kteří kyslík naopak přijímají (dýchají), neboť jim umožňuje efektivně získávat energii z potravy. Věřilo se, že i hlubokomořské organismy v bentosu potřebují ke svému životu kyslík a látky, které vznikají v zóně se slunečním světlem. V roce 1977 se ale podařilo učinit objev, který změnil chápání a možnosti existence života. Během průzkumu Galapážského riftu vědci objevili kolonie zvláštních organismů, které se vyskytovaly v okolí hydrotermálních průduchů, z nichž získávaly jak živiny, tak i zdroj energie pro život. Ke svému životu tak tyto společenstva nepotřebují žádné sluneční paprsky a i jejich potravní řetězec je na Slunci zcela nezávislý. Namísto rostlin základ potravního řetězce tvoří bakterie, které jsou schopné získávat energii oxidací sloučenin, jako je vodík či sulfan. Tento objev znamenal zvrat v hledání míst ve sluneční soustavě, kde by mohl existovat život, jelikož pro jeho existenci zřejmě stačí pouze voda, živiny a zdroj energie.
I když totiž některé organismy ve zmíněných hydrotermálních oblastech na Zemi dýchají kyslík, existují zde i bakterie, které jsou anaerobní – ke svému životu kyslík nepotřebují. Tyto organismy nezávislé na kyslíku jsou tak velkou nadějí pro možný život na Europě. Ke všemu nejspíše volné atomy kyslíku i na Europě existují – pronikají z povrchu ledové krusty do oceánu, takže by teoreticky mohly vytvořit i vhodné prostředí pro organismy vyžadující kyslík. Energie uvolňovaná slapovými silami řídí geologické procesy uvnitř měsíce podobně jako na sesterském měsíci Io, a i když má měsíc nejspíše vlastní zásoby energie získávané radioaktivním rozpadem prvků, je energie získávána ze slapů několikanásobně větší. Nicméně život založený na podobném zdroji energie nedokáže vytvořit tak velký a bohatý ekosystém jako ten pozemský založený na fotosyntéze. Předpokládá se, že život na Europě by tedy byl nejspíše jen ve formě bakterií, které by žily poblíž geotermálních oblastí, jelikož by zde měly dostatek energie pro život, či by se volně vznášely v oceánu. Pokud by byl ale oceán na Europě příliš studený, biologické procesy známé ze Země by nemohly probíhat. Podobně, pokud je voda na Europě příliš slaná, mohly by zde žít pouze extrémně odolné organismy.
V roce 2006 Robert T. Pappalardo z Laboratory for Atmospheric and Space Physics při Univerzitě Colorado řekl:
Strávili jsme mnoho času snažením se pochopit, jestli byl Mars dříve obyvatelný pro život. Europa je pravděpodobně obyvatelná i dnes. Potřebujeme to potvrdit … ale Europa potenciálně má všechny předpoklady pro život … ne před několika miliardami let … ale i dnes.

## Historie pozorování a pojmenování
Europa společně se třemi dalšími velkými měsíci Jupiteru, kterými jsou Io, Ganymede a Callisto, byla objevena italským astronomem Galileo Galileim v roce 1610. Jako všechny Galileovy měsíce, i Europa je pojmenována po milence Dia Európě z řecké mytologie. Európa či též Európé byla dcera sídónského krále Agénora (v Ovidiových Proměnách zvána „Agénorovna“) a jeho manželky Télefassy. Pojmenovat všechny měsíce po milenkách Dia navrhl současník německý astronom Simon Marius, který objevil satelity nezávisle na Galileovi a kterého Galileo podezíral z plagiátorství v jejich objevu. Návrh na pojmenování předal Marius Keplerovi.
Jména postupně zapadla do ústraní zájmu a nebyly rozšířeně používány do polovičky 20. století, kdy došlo k jejich vzkříšení. Ve starší odborné astronomické literatuře je Europa popisována jednoduše pomocí římské číslice Jupiter II (dle systému navrženým Galileem) či jako „druhý satelit Jupiteru“. V roce 1892 došlo k objevení dalšího satelitu Jupiteru, měsíce Amalthea, který obíhá po bližší oběžné dráze k Jupiteru, než všechny Galileovy měsíce. Tento objev vedl k posunutí Europy z druhé pozice na třetí. Americké sondy z programu Voyager na konci 70. let 20. století později objevily další 3 satelity ležící blíže k planetě než Europa, což Europu odsunulo až na šestou pozici. V literatuře se občas ale vyskytuje i v dnešních dnech starší Galileovo označení Jupiter II.

## Průzkum
Většina lidských znalostí o Europě pocházela ze série přeletů sond v 70. letech 20. století, kdy kolem měsíce prolétly americké sondy Pioneer 10 a Pioneer 11, které jako první navštívily planetu Jupiter v roce 1973 respektive druhá sonda o rok později v roce 1974. První pořízené snímky měsíce od sond Pioneer zaslané zpět na Zemi byly neostré a tmavé. Následující dvě sondy Voyager 1 a Voyager 2 proletěly soustavou Jupitera v roce 1979, během průletu získaly kvalitnější fotografie měsíce. V 90. letech zkoumala Europu další americká sonda Galileo určená primárně pro výzkum planety a obíhajících měsíců. K Jupiteru pak úspěšně dorazila 7. prosince 1995, aby po osm let zkoumala Jupiter a jeho měsíce. Sonda nakonec ukončila svůj provoz až 21. září 2003, kdy vstoupila do atmosféry Jupiteru, kde shořela. Před svým zánikem proletěla kolem Europy pouze 12krát a ne vždy se jednalo o průlet v bezprostřední vzdálenosti, vlivem čehož se podařilo detailně nafotit jenom malou část povrchu.
Pro budoucí plánované mise bylo navrženo mnoho řešení, jak tyto mise provést a jak by měly Europu nejlépe prozkoumat. Jakákoliv mise k Europě si bude muset poradit s extrémně vysokou radiací, která okolo měsíce panuje vlivem pozice uvnitř radiačních pásů Jupiteru. Europa obdrží okolo 5,4 Sv radiace za den. Úkolem budoucích misí by mělo být pátrat po potenciálních známkách života v oceánu.
Plány USA na vyslání sondy určené ke studiu případných známek tekuté vody a možného života byly po dlouhou dobu sužovány škrty v rozpočtu. Byl plánován start sondy Europa Jupiter System Mission (EJSM) ve spolupráci americké a evropské kosmické agentury určené pro průzkum Jupiterových měsíců. sonda se měla skládat z amerického modulu Jupiter Europa Orbiter a evropského modulu Jupiter Ganymede Orbiter. Sonda byla zrušena v roce 2011.

### Budoucí výzkum

#### Jupiter Icy Moons Explorer
V dubnu 2023 odstartovala evropská mise Jupiter Icy Moons Explorer (JUICE), která je určená pro zkoumání Jupiterových měsíců, a k Jupiteru by měla dorazit v roce 2031.

#### Europa Clipper
14. října 2024 odstartovala americká mise Europa Clipper, která má zkoumat primárně měsíc Europu prostřednictvím série průletů. Má jít o zatím vůbec největší sondu NASA pro planetární misi.

#### Kryobot

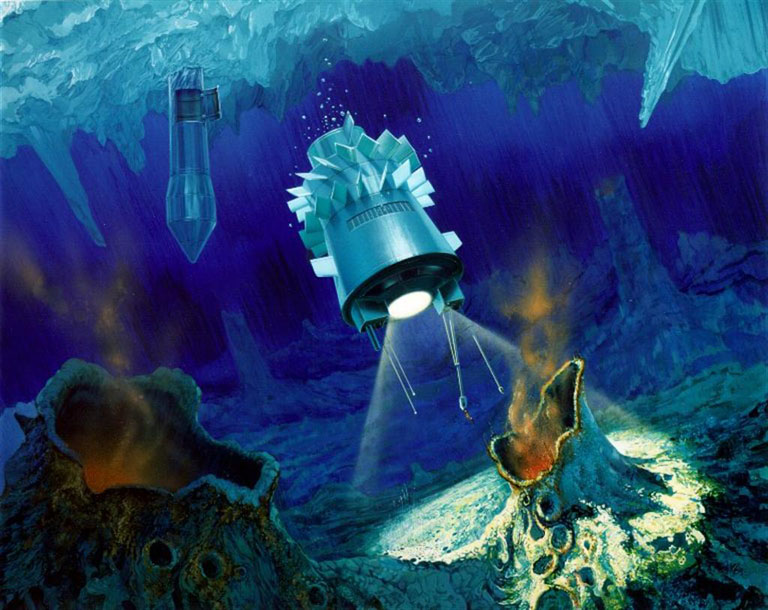
Umělecká představa kryobota a hydrobota

Existují i mnohem odvážnější plány na průzkum Europy jako například návrh vyslat k měsíci přistávací modul, který by měl hledat stopy potenciálního života zmrzlého v povrchovém ledu či plány na přímý průzkum případného oceánu rozkládajícího se pod ledem. Jeden z konceptů navrhuje vyslat kryobota s atomovým reaktorem, která by byla schopna se protavit skrz vrstvu ledu až k oceánu. Po protavení k oceánu, by sonda vypustila hydrobota, který by měl prozkoumat oceán a získaná data poslat zpět na Zemi. V návrhu se počítá zamezení kontaminace oceánu pozemskými organismy, obě dvě sondy by proto prošly důkladnou sterilizací. Návrh se ale nikdy nedostal do fáze seriozních příprav, jedná se jen o pracovní koncepci inženýrů.

## Europa v kultuře

### Sci-fi
Jelikož má pravděpodobně Europa pod povrchem oceán kapalné vody, přitahoval pozornost spisovatelů pro možnost potenciálního extraterestrického života. Mezi nejznámější díla, ve kterých Europa figuruje, patří dvě knihy britského spisovatele Arthura C. Clarka v podobě 2010: Druhá vesmírná odysea (z roku 1982) a 2061: Třetí vesmírná odysea (1988), kdy mimozemské monolity způsobí přeměnu Jupiteru na hvězdu, což má za následek roztátí ledové pokrývky Europy a nastartování evoluce původního podpovrchového života. V pozdějším pokračování je měsíc přeměněn natolik, že má tropické klima, ale vstup lidem je na něj zapovězen. Mezi další spisovatele pojednávající o Europě patří například Greg Bear v knize The Forge of God (1987) popisující mimozemskou rasu využívající kusy ledu k terraformování jiné planety. Další kniha Europa Strike (2000) od Iana Douglase popisuje objevení mimozemské lodi v oceánu Europy a následnou bitvu mezi Číňany a Američany.
O misi na Europu pojednává sci-fi thriller ekvádorského režiséra Sebastiána Cordera Zpráva o Europě z roku 2013.